# Mistrzostwa Rumunii w piłce nożnej (1928/1929)
Mistrzostwa Rumunii 1928/1929 – 17. sezon najwyższej klasy rozgrywkowej w Rumunii. Tytuł zdobyła drużyna Venus Bukareszt, pokonując w finale zespół România Kluż. Mistrzostwa były rozgrywane systemem pucharowym.

## Uczestnicy
| Region     | Drużyna                        |
| ---------- | ------------------------------ |
| Arad       | Gloria CFR Arad                |
| Braszów    | Colțea Braszów                 |
| Bukareszt  | Venus Bukareszt                |
| Czerniowce | Dragoș Vodă Czerniowce         |
| Kiszyniów  | Mihai Viteazul Kiszyniów       |
| Kluż       | România Kluż                   |
| Krajowa    | Generala Krajowa               |
| Gałacz     | Dacia Vasile Alecsandri Gałacz |
| Jassy      | Victoria Jassy                 |
| Oradea     | Stăruința Oradea               |
| Sibiu      | Șoimii Sibiu                   |
| Timișoara  | Banatul Timișoara              |

## Rozgrywki

### Runda wstępna
| Gospodarz                      | – | Gość                     | Wynik     |
| ------------------------------ | - | ------------------------ | --------- |
| Generala Krajowa               | – | Banatul Timișoara        | 0:3 (0:2) |
| Dacia Vasile Alecsandri Gałacz | – | Victoria Jassy           | 7:1 (4:0) |
| Colțea Braszów                 | – | Șoimii Sibiu             | 2:1 (2:0) |
| Dragoș Vodă Czerniowce         | – | Mihai Viteazul Kiszyniów | 1:0 (1:0) |

### Ćwierćfinały
| Gospodarz              | – | Gość                           | Wynik                     |
| ---------------------- | - | ------------------------------ | ------------------------- |
| Venus Bukareszt        | – | Colțea Braszów                 | 3:1 (1:1)                 |
| Dragoș Vodă Czerniowce | – | Dacia Vasile Alecsandri Gałacz | 1:0 (1:0)                 |
| Stăruința Oradea       | – | România Kluż                   | 2:3 (2:0)                 |
| Banatul Timișoara      | – | Gloria CFR Arad                | 4:4 (3:1, 3:3), 3:2 (2:2) |

### Półfinały
| Gospodarz       | – | Gość                   | Wynik          |
| --------------- | - | ---------------------- | -------------- |
| Venus Bukareszt | – | Dragoș Vodă Czerniowce | 4:3 (1:0, 2:2) |
| România Kluż    | – | Banatul Timișoara      | 3:0 (2:0)      |

### Finał
| Gospodarz       | – | Gość         | Wynik     |
| --------------- | - | ------------ | --------- |
| Venus Bukareszt | – | România Kluż | 3:2 (2:0) |